# Michael Richmond
Michael „Mike“ Richmond (* 13. August 1960 in Adelaide) ist ein ehemaliger australischer Eisschnellläufer und Shorttracker.

## Werdegang
Richmond, der für die Adelaide Vikings startete und von Colin Coates trainiert wurde, begann im Alter von acht Jahren mit dem Eislaufen und startete im Alter von 15 Jahren erstmals bei internationalen Wettkämpfen. Im Shorttrack gewann er bei vier Weltmeisterschaften (1978 in Solihull, 1979 in Québec,  1980 in Mailand und 1983 in Tokio) die Silbermedaille mit der Staffel und im Jahr 1981 in Meudon die Bronzemedaille im Mehrkampf. Zudem lief er im März 1981 Weltrekorde über 500 m und 1000 m, welcher er bis zum 4. April 1982 hielt.
Im Eisschnelllauf kam Richmond in der Saison 1979/80 bei den Juniorenweltmeisterschaften 1980 in Assen auf den 35. Platz im  Kleinen Vierkampf und bei der Mehrkampfweltmeisterschaft 1980 in Heerenveen auf den 30. Platz im Großen Vierkampf. Beim Saisonhöhepunkt, den Olympischen Winterspielen 1980 in Lake Placid, belegte er den 34. Platz über 1000 m und jeweils den 32. Rang über 500 m sowie 1500 m. In den folgenden Jahren lief er bei der Mehrkampfweltmeisterschaft 1982 in Assen auf den 31. Platz im Großen Vierkampf, bei der Sprintweltmeisterschaft 1982 in Alkmaar auf den 18. Platz und bei der Sprintweltmeisterschaft 1983 in Helsinki auf den 15. Platz. Zudem siegte er im Januar 1983 bei der 4-Bahnen-Tournee in Baselga di Piné im Sprint-Mehrkampf und erreichte bei den Olympischen Winterspielen 1984 in Sarajevo den 34. Platz über 1500 m, den 27. Rang über 1000 m sowie den 22. Platz über 500 m.
In der Saison 1985/86 nahm Richmond erstmals am Eisschnelllauf-Weltcup teil und erreichte in Baselga di Piné mit dem vierten Platz über 1000 m seine beste Platzierung in dieser Rennserie. Zudem wurde er bei der 3-Bahnen-Tournee in Inzell Dritter und in Innsbruck Zweiter im Sprint-Mehrkampf. Bei der Sprintweltmeisterschaft 1986 in Karuizawa errang er den 15. Platz. In der folgenden Saison belegte er bei der 3-Bahnen-Tournee in Inzell erneut den dritten Platz im Sprint-Mehrkampf sowie in Baselga di Piné den zweiten Rang über 1000 m und bei der Sprintweltmeisterschaft 1987 in Québec den 27. Platz. Nach Platz eins im Mehrkampf bei der 3-Bahnen-Tournee in Innsbruck zu Beginn der Saison 1987/88, startete er in Davos letztmals im Weltcup und lief bei der Sprintweltmeisterschaft 1988 in West Allis auf den 20. Platz. Beim Saisonhöhepunkt, den Olympischen Winterspielen 1988 in Calgary, belegte er den 23. Platz über 500 m, den 14. Rang über 1000 m und den 12. Platz über 1500 m. Zudem war er bei Eröffnungsfeier Fahnenträger für das australische Team. Letztmals international startete er bei der Sprintweltmeisterschaft 1989 in Heerenveen, wo er erneut den 20. Platz errang.
Nach seiner Karriere war Richmond als Physiotherapeut tätig und war dabei bei den Olympischen Winterspielen 1992 und den Olympischen Winterspielen 1994 Mannschaftsphysiotherapeut des australischen Eisschnelllaufteams.

## Erfolge

### Olympische Spiele
- 1980 Lake Placid: 32. Platz 500 m, 32. Platz 1500 m, 34. Platz 1000 m
- 1984 Sarajevo: 22. Platz 500 m, 27. Platz 1000 m, 34. Platz 1500 m
- 1988 Calgary: 12. Platz 1500 m, 14. Platz 1000 m, 23. Platz 500 m

### Mehrkampf-Weltmeisterschaften
- 1980 Heerenveen: 30. Platz Großer Vierkampf
- 1982 Assen: 31. Platz Großer Vierkampf

### Sprint-Weltmeisterschaften
- 1982 Alkmaar: 18. Platz Sprint-Mehrkampf
- 1983 Helsinki: 15. Platz Sprint-Mehrkampf
- 1986 Karuizawa: 15. Platz Sprint-Mehrkampf
- 1987 Québec: 27. Platz Sprint-Mehrkampf
- 1988 West Allis: 20. Platz Sprint-Mehrkampf
- 1989 Heerenveen: 20. Platz Sprint-Mehrkampf

### Shorttrack-Weltmeisterschaften
- 1978 Solihull: 2. Platz Staffel
- 1979 Québec: 2. Platz Staffel
- 1980 Mailand: 2. Platz Staffel
- 1981 Meudon: 3. Platz Mehrkampf
- 1983 Tokio: 2. Platz Staffel

## Persönliche Bestleistungen im Eisschnelllauf
| Disziplin | Zeit        | Datum            | Ort        |
| --------- | ----------- | ---------------- | ---------- |
| 500 m     | 37,77 s     | 13. Februar 1988 | Calgary    |
| 1000 m    | 1:14,36 min | 6. Dezember 1987 | Calgary    |
| 1500 m    | 1:54,35 min | 13. Februar 1988 | Calgary    |
| 3000 m    | 4:29,90 min | 14. Februar 1982 | Heerenveen |
| 5000 m    | 7:58,51 min | 20. Februar 1982 | Assen      |